# Emanuel Limnell
Per Emanuel Limnell, né le 24 mars 1764 à Karlskrona et mort le 2 mars 1861 à Stockholm, estt un peintre décorateur et aquarelliste suédois.

## Biographie
Per Emanuel Limnell naît le 24 mars 1764 à Karlskrona,.
Il est élève de l'Académie royale suédoise des Beaux-Arts.
Il commence ses travaux à l'atelier de décors en 1784 de l'Opéra royal de Stockholm et devient titulaire en 1791.
Emanuel Limnell meurt le 2 mars 1861 à Stockholm.